# Purbamas
Purbamas is een bestuurslaag in het regentschap Lahat van de provincie Zuid-Sumatra, Indonesië. Purbamas telt 930 inwoners (volkstelling 2010).